# Manor Motorsport
Manor Motorsport – brytyjski zespół wyścigowy utworzony w 1990 r. przez Johna Bootha. Obecnie ekipa startuje w serii GP3, Auto GP World Series, Europejskim Pucharze Formuły Renault 2.0. W przeszłości prezentowała się także w Formule 1, Formule 3 Euroseries, Brytyjskiej Formule Renault i w Brytyjskiej Formule 3. Zespół jest najbardziej utytułowaną ekipą w historii Brytyjskiej Formuły Renault.

## Historia

### Formuła Renault
Na początku istnienia zespołu, John Booth zaangażował swoją ekipę w wyścigi Brytyjskiej Formuły Renault. W latach 1994–1995, a także 1997−2000 i 2010, zespół sięgał po tytuł mistrzowski w klasyfikacji zespołów. W klasyfikacji kierowców ekipa wygrywała czterokrotnie. W latach 1999–2000 triumfowali Brazylijczyk Antônio Pizzonia oraz Fin Kimi Räikkönen, natomiast w sezonach 2003 i 2005 Brytyjczycy – Lewis Hamilton i Oliver Jarvis. W zimowym cyklu najlepsi okazali się Räikkönen (1999r.), a także Francuz Franck Mailleux. Räikkönen i Hamilton to przyszli mistrzowie świata, z lat 2007–2008.

### Brytyjska Formuła 3
W latach 1999–2000 zespół sięgał po tytuł mistrzowski w Brytyjskiej Formule 3, wraz z Brytyjczykiem Markiem Hynesem oraz Brazylijczykiem Antôniem Pizzonią. Obecnie ekipa Johna Bootha nie angażuje się w serię, zaliczając sporadycznie gościnne występy.

### Formuła 3 Euroseries

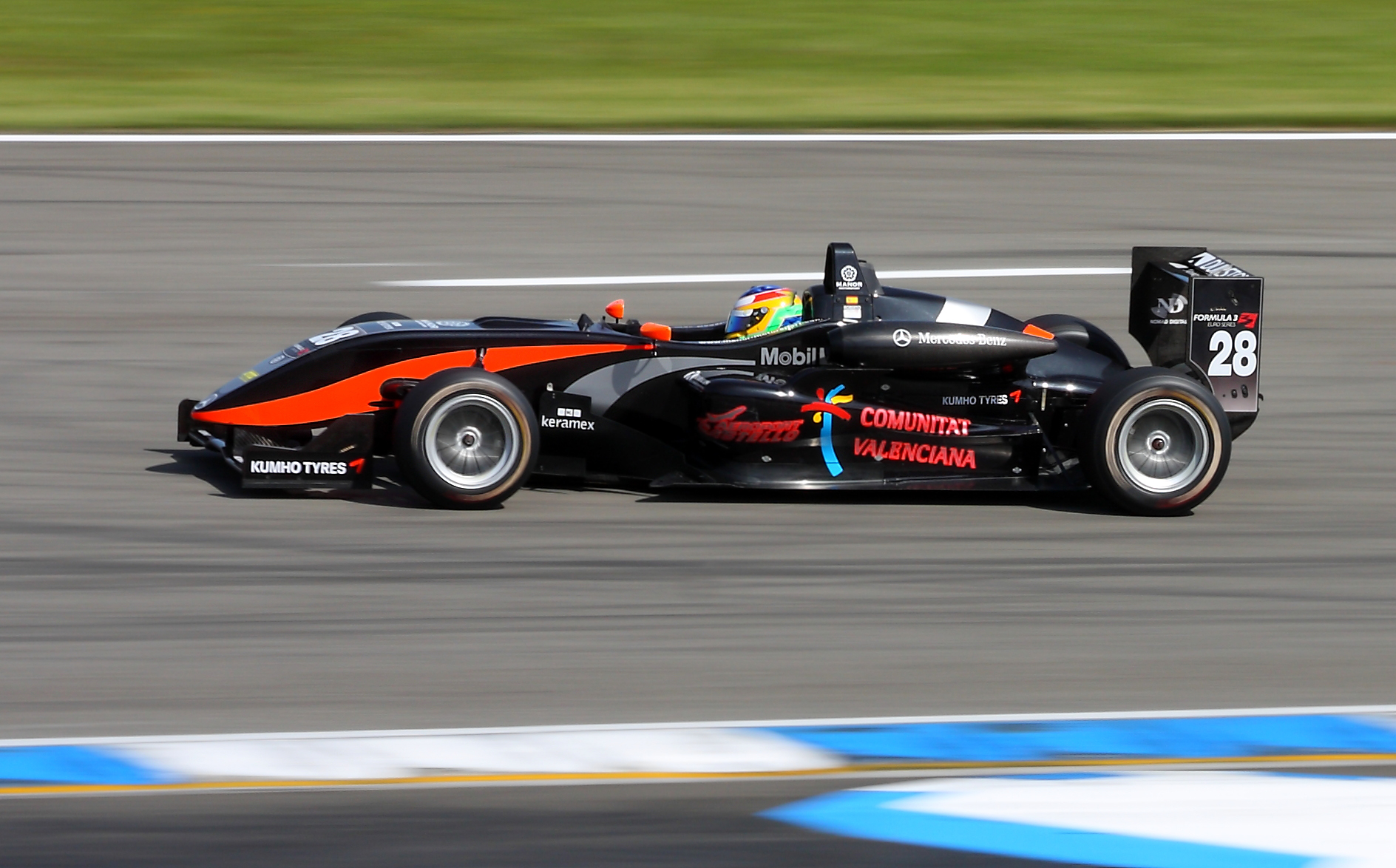
Roberto Merhi na torze Hockenheimring w ramach Formuły 3 Euro Series (2009)

W latach 2004-2009 Manor Motorsport brał udział w Formule 3 Euroseries. Największe sukcesy osiągnęli w sezonach 2006–2007, kiedy to sięgnęli po tytuł wicemistrzowski. W latach 2005−2006 Brazylijczyk Lucas Di Grassi oraz Japończyk Kōhei Hirate zajęli 3. miejsce w końcowej klasyfikacji. Po sezonie 2009 brytyjska ekipa zaprzestała startów w serialu, na rzecz startów w debiutującej Serii GP3.

### Formuła 1
12 czerwca 2009 roku zespół złożył wniosek dotyczący angażu w Formułę 1, pod nazwą Manor Grand Prix. Ostatecznie ekipa dostała szansę debiutu w najlepszej serii wyścigowej na świecie, a w związku z podpisaniem kontraktu sponsorskiego z Sir Richardem Bransonem, stajnia widniała pod nazwą Virgin Racing. W 2011 roku ekipa sprzedała większość udziałów rosyjskiemu koncernowi samochodów sportowych, Marussia i zmienił licencję na rosyjską oraz nazwę na Marussia Virgin Racing. Od sezonu 2012 zespół nazywał się Marussia, związku z niemal całkowitym przejęciem go przez Rosjan.
W czasie kryzysu finansowego ekipy Marussia pod koniec sezonu 2014 na wstępnej liście startowej na sezon 2015 widniał Manor. Było to związane z poszukiwaniem nowego właściciela zespołu, gdyż Rosjanie zrezygnowali z dalszego prowadzenia ekipy.
W 2016 roku zespół wystąpił jako Manor Racing MRT, kierowcami byli Pascal Wehrlein i Rio Haryanto, który w połowie sezonu został zastąpiony przez Estebana Ocona. W 2017 zespół zrezygnował z dalszych startów w Formule 1 w wyniku nieudanej próby znalezienia inwestora.

### Seria GP3
Od sezonu 2010 zespół angażuje się w nowo utworzoną Serię GP3, pod nazwą Marussia Manor Racing. W pierwszym sezonie startów ekipa uplasowała się na 4 pozycji w klasyfikacji końcowej, co zawdzięcza głównie dobrym startom Rio Haryanto (5 w klasyfikacji kierowców) i Jamesa Jakesa (8 w klasyfikacji kierowców).
W sezonie 2011 zespół zdołał już stanąć na najniższym stopniu podium w klasyfikacji zespołów. 7 w klasyfikacji kierowców Rio Haryanto zwyciężył w dwóch wyścigach, zaś Adrian Quaife-Hobbs zdołał wypunktować na piątą lokatę. Jedynie Matias Laine nie spisał się na równi z kolegami zespołowymi kończąc sezon bez punktów.
Na następny sezon ekipa zatrudniła Dmitrija Siranowicza, Fabiano Machado i Tio Ellinasa. Tylko ten ostatni zdołał zdobyć punkty. Dzięki 1 zwycięstwu i dobrym występom w innych wyścigach uplasował się na 8 pozycji w klasyfikacji kierowców i dał swemu zespołowi piątą lokatę w klasyfikacji zespołów.
W sezonie 2013 liderem zespołu okazał się Cypryjczyk Tio Ellinas, który przez długą część sezon prowadził w klasyfikacji generalnej. Ostateczni został sklasyfikowany na czwartym miejscu w klasyfikacji końcowej. Dino Zamparelli i Ryan Cullen spisali się już znacznie gorzej. Ekipa ukończyła sezon na piątym miejscy w klasyfikacji zespołów.
W 2014 roku brytyjskie zespół zatrudnił Deana Stonemana. Wygrał on trzy wyścigi i zdobył dla zespołu 95 punktów. Drugi kierowca ekipy uzbierał łącznie 22 punkty. Tym razem zespół uplasował się na szóstym miejscu. Problemy finansowe zespołu Formuły 1 Marussia F1 przeniosły się na ekipę GP3. Zespół nie pojawił się na starcie w Rosji i nie wystartował już do końca sezonu.

### Inne
Zespół triumfował także w kilku prestiżowych wyścigach. W 1999 roku za sprawą Marca Hynesa ekipa zwyciężyła w Masters of Formuła 3. W sezonie 2004 Lewis Hamilton okazał się najlepszy w Bahrain Super Prix, natomiast rok później Lucas Di Grassi wygrał Grand Prix Makau.

## Statystyki

### Seria GP3
Od sezonu 2011, po nawiązaniu współpracy z Marussią, Manor startuje jako Marussia Manor Racing.
| Rok  | Bolid           | Kierowcy            | Wyścigi | Wygrane | PP   | NO   | Pkt     | M.K. | M.Z. |
| ---- | --------------- | ------------------- | ------- | ------- | ---- | ---- | ------- | ---- | ---- |
| 2010 | Dallara-Renault | James Jakes         | 12      | 0       | 0    | 0    | 21      | 8    | 4    |
| 2010 | Dallara-Renault | Adrien Tambay       | 4       | 1       | 0    | 0    | 6       | 20   | 4    |
| 2010 | Dallara-Renault | Rio Haryanto        | 16      | 1       | 0    | 0    | 27      | 5    | 4    |
| 2010 | Dallara-Renault | Adrian Quaife-Hobbs | 16      | 0       | 0    | 0    | 10      | 15   | 4    |
| 2011 | Dallara-Renault | Rio Haryanto        | 16      | 2       | 0    | 1    | 4       | 7    | 3    |
| 2011 | Dallara-Renault | Matias Laine        | 16      | 0       | 0    | 0    | 0       | 31   | 3    |
| 2011 | Dallara-Renault | Adrian Quaife-Hobbs | 16      | 1       | 2    | 1    | 2       | 5    | 3    |
| 2012 | Dallara-Renault | Dmitrij Suranowicz  | 16      | 0       | 0    | 0    | 0       | 23   | 5    |
| 2012 | Dallara-Renault | Fabiano Machado     | 16      | 0       | 0    | 0    | 0       | 21   | 5    |
| 2012 | Dallara-Renault | Tio Ellinas         | 16      | 1       | 0    | 3    | 97      | 8    | 5    |
| 2013 | Dallara-Renault | Tio Ellinas         | 16      | 2       | 1    | 1    | 116     | 4    | 5    |
| 2013 | Dallara-Renault | Ryan Cullen         | 16      | 0       | 0    | 0    | 0       | 29   | 5    |
| 2013 | Dallara-Renault | Dino Zamparelli     | 15      | 0       | 0    | 0    | 13      | 18   | 5    |
| 2014 | Dallara-Renault | Patrick Kujala      | 14(18)  | 0       | 0    | 0    | 22      | 14   | 6    |
| 2014 | Dallara-Renault | Ryan Cullen         | 14(16)  | 0       | 0    | 0    | 0       | 25   | 6    |
| 2014 | Dallara-Renault | Dean Stoneman       | 14(18)  | 3(5)    | 0(1) | 1(2) | 96(163) | 2    | 6    |

### Auto GP World Series
W 2012 roku Manor Motorsport nawiązał współpracę z MP Motorsport i od sezonu 2012 startuje jako Manor MP Motorsport.
| Rok  | Bolid      | Kierowcy            | Wyścigi | Wygrane | PP | NO | Pkt | M.K. | M.Z. |
| ---- | ---------- | ------------------- | ------- | ------- | -- | -- | --- | ---- | ---- |
| 2012 | Lola-Zytek | Daniël de Jong      | 14      | 0       | 0  | 3  | 104 | 5    | 2    |
| 2012 | Lola-Zytek | Chris van der Drift | 12      | 1       | 0  | 0  | 127 | 4    | 2    |
| 2013 | Lola-Zytek | Riccardo Agostini   | 8       | 0       | 1  | 0  | 53  | 10   | 4    |
| 2013 | Lola-Zytek | Meindert van Buuren | 16      | 0       | 0  | 0  | 57  | 9    | 4    |
| 2013 | Lola-Zytek | Daniël de Jong      | 13      | 0       | 0  | 0  | 77  | 7    | 4    |

### Europejski Puchar Formuły Renault 2.0
W sezonie 2010 Manor wystartował gościnnie jako Manor Competition.

W 2012 roku Manor Motorsport nawiązał współpracę z MP Motorsport i od sezonu 2012 startuje z licencją brytyjską jako Manor MP Motorsport.
| Rok  | Bolid          | Kierowcy               | Wyścigi | Wygrane | PP | NO | Pkt | M.K. | M.Z. |
| ---- | -------------- | ---------------------- | ------- | ------- | -- | -- | --- | ---- | ---- |
| 2010 | Tatuus-Renault | Will Stevens           | 2       | 0       | 0  | 0  | 0   | NS†  | NS†  |
| 2012 | Tatuus-Renault | Johan Jokinen          | 4       | 0       | 0  | 0  | 0   | 35   | 8    |
| 2012 | Tatuus-Renault | Tanart Sathienthirakul | 4       | 0       | 0  | 0  | 0   | 42   | 8    |
| 2012 | Tatuus-Renault | Johannes Moor          | 14      | 0       | 0  | 0  | 0   | 27   | 8    |
| 2012 | Tatuus-Renault | Kevin Kleveros         | 2       | 0       | 0  | 0  | 0   | NS†  | 8    |
| 2012 | Tatuus-Renault | Pieter Schothorst      | 14      | 0       | 0  | 0  | 2   | 28   | 8    |
| 2012 | Tatuus-Renault | Jordan King            | 14      | 0       | 0  | 0  | 31  | 13   | 8    |
| 2012 | Tatuus-Renault | Meindert van Buuren    | 12      | 0       | 0  | 0  | 0   | 32   | 8    |
| 2013 | Tatuus-Renault | Melville McKee         | 2       | 0       | 0  | 0  | 0   | 26   | 4    |
| 2013 | Tatuus-Renault | Jack Aitken            | 4       | 0       | 0  | 0  | 0   | NS†  | 4    |
| 2013 | Tatuus-Renault | Gregor Ramsay          | 4       | 0       | 0  | 0  | 0   | NS†  | 4    |
| 2013 | Tatuus-Renault | Oliver Rowland         | 2       | 3       | 2  | 2  | 179 | 2    | 4    |
| 2013 | Tatuus-Renault | Javier Merlo           | 8       | 0       | 0  | 0  | 0   | 30   | 4    |
| 2013 | Tatuus-Renault | Léo Roussel            | 4       | 0       | 0  | 0  | 0   | 32   | 4    |
| 2014 | Tatuus-Renault | Andréa Pizzitola       | 14      | 2       | 2  | 0  | 108 | 4    | 6    |
| 2014 | Tatuus-Renault | Steijn Schothorst      | 14      | 0       | 0  | 0  | 24  | 17   | 6    |
| 2014 | Tatuus-Renault | Julio Moreno           | 4       | 0       | 0  | 0  | 0   | NS†  | 6    |

† – zawodnik/Zespół nie był liczony do klasyfikacji końcowej.

### Formuła 3 Euro Series
| Rok  | Bolid                     | Kierowcy             | Wyścigi | Wygrane | PP | NO | Pkt | M.K. | M.Z. |
| ---- | ------------------------- | -------------------- | ------- | ------- | -- | -- | --- | ---- | ---- |
| 2004 | Dallara F304-Mercedes HWA | Charles Zwolsman Jr. | 20      | 0       | 0  | 0  | 9   | 16   | 5    |
| 2004 | Dallara F304-Mercedes HWA | Lewis Hamilton       | 20      | 1       | 1  | 0  | 68  | 5    | 5    |
| 2005 | Dallara F305-Mercedes-HWA | Lucas Di Grassi      | 20      | 1       | 1  | 0  | 68  | 3    | 4    |
| 2005 | Dallara F305-Mercedes-HWA | Paul di Resta        | 20      | 0       | 0  | 0  | 32  | 10   | 4    |
| 2006 | Dallara F305-Mercedes     | Kōhei Hirate         | 20      | 1       | 0  | 0  | 61  | 3    | 2    |
| 2006 | Dallara F305-Mercedes     | Esteban Guerrieri    | 20      | 2       | 2  | 0  | 58  | 4    | 2    |
| 2006 | Dallara F305-Mercedes     | Kazuki Nakajima      | 20      | 1       | 0  | 0  | 36  | 7    | 2    |
| 2007 | Dallara F305-Mercedes     | Franck Mailleux      | 20      | 1       | 0  |    | 38  | 7    | 2    |
| 2007 | Dallara F305-Mercedes     | James Jakes          | 20      | 1       | 0  |    | 42  | 5    | 2    |
| 2007 | Dallara F305-Mercedes     | Cyndie Allemann      | 20      | 0       | 0  | 0  | 0   | N/A  | 2    |
| 2007 | Dallara F305-Mercedes     | Yelmer Buurman       | 20      | 0       | 0  |    | 40  | 6    | 2    |
| 2008 | Dallara F308-Mercedes     | Kōdai Tsukakoshi     | 20      | 0       | 0  | 0  | 36  | 7    | 5    |
| 2008 | Dallara F308-Mercedes     | Sam Bird             | 20      | 0       | 0  | 0  | 23  | 11   | 5    |
| 2008 | Dallara F308-Mercedes     | Niall Breen          | 16      | 0       | 0  | 0  | 8   | 16   | 5    |
| 2008 | Dallara F308-Mercedes     | Kazuya Ōshima        | 20      | 1       | 0  | 0  | 7   | 19   | 5    |
| 2009 | Dallara F308-Mercedes     | César Ramos          | 16      | 0       | 0  | 0  | 0   | 25   | 4    |
| 2009 | Dallara F308-Mercedes     | Pedro Enrique        | 20      | 0       | 0  | 0  | 0   | 27   | 4    |
| 2009 | Dallara F308-Mercedes     | Roberto Merhi        | 20      | 0       | 0  | 0  | 42  | 7    | 4    |